# Démocrate fédéraliste indépendant
Pour les articles homonymes, voir FDF.
Démocrate fédéraliste indépendant (DéFI) est un parti politique belge francophone anciennement connu sous le sigle Front démocratique des francophones (FDF) de 1964 à janvier 2010, puis Fédéralistes démocrates francophones  jusqu'en novembre 2015.
Il fut créé en 1964 pour assurer la défense des intérêts et des droits des francophones, dans la région de Bruxelles-Capitale et dans la Périphérie bruxelloise, mais également en Wallonie, où le parti dispose de cinq fédérations provinciales. Il se classe au centre sur l'échiquier politique, et se réclame comme libéral-social.

## Histoire

### Origines
Il fut créé le 11 mai 1964, en réaction à l'établissement des frontières linguistiques en Belgique en 1963, par  André Lagasse, René Bourgeois, Paul Brien, Léon Defosset, Jean Hoffman, Marcel Hombert, Victor Laloux, Marcel Lengrand, Léopold Molle, Lucien Outers, Eugène Pauly, Marcel Thiry et Georges Avelange, treize personnes issues, d'une part, des différents mouvements wallons, d'autre part, du Rassemblement pour le Droit et la Liberté et du Bloc de la Liberté Linguistique . Le groupe de fondateurs qui s'élève contre la « tyrannie linguistique » se nomme originellement « Front démocratique des francophones de Bruxelles » puis en tant que parti Front démocratique des francophones,.

### Association avec le RW (1964-1992)

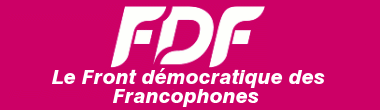
Logo du FDF jusqu'en 2010

Pendant longtemps, le FDF collabore avec le Rassemblement wallon, un parti autonomiste wallon, avec lequel il forme un groupe parlementaire commun et présente des listes communes lors des élections européennes par exemple.
Plusieurs personnalités marquantes de la vie politique belge furent les fondateurs du FDF en 1964. Parmi ceux-ci, Paul Brien, André Lagasse, Lucien Outers ou Marcel Thiry ont contribué aux débats démocratiques fondateurs des grands changements institutionnels belges qui ont permis l'émancipation de Bruxelles et de la Wallonie comme régions à part entière au sein de la Belgique fédérale.
Dans la nuit du vendredi 11 septembre au samedi 12 septembre 1970, un militant FDF, Jacques Georgin, collait des affiches avec trois compagnons dans une artère de Laeken, lorsqu'il fut attaqué par une dizaine de militants du Vlaamse Militanten Orde. Il devait mourir quelques minutes plus tard, victime de la violence des coups reçus.
De 1977 à 1980 le FDF participe à deux gouvernements fédéraux dirigés par Leo Tindemans, puis Wilfried Martens.
Une personnalité remarquée du FDF fut Roger Nols, bourgmestre de Schaerbeek durant une vingtaine d’années, pendant lesquelles il a marqué la vie politique du pays, notamment au cours des années 1970, époque où il militait pour le FDF dans l’affaire des guichets de Schaerbeek[réf. souhaitée]. En 1982, les dérives politiques xénophobes de Roger Nols furent telles que Lucien Outers, alors président du FDF, dû constater qu'il ne pouvait plus appartenir à son parti.

### Au sein de la famille libérale wallonne (1992-2011)
À la suite de l'introduction de nouvelles règles de financement public des partis politiques qui le font désormais dépendre de sa présence au Sénat, où il ne dispose que d'un seul siège et n'est pas sûr de le conserver, le FDF forme dès 1992 avec le Parti réformateur libéral une fédération, qui se traduit par des cartels électoraux à diverses élections régionales et législatives, ainsi que dans plusieurs communes (mais pas toutes) à l'occasion des élections communales.
Le 24 mars 2002, le FDF constitue le Mouvement réformateur avec le Parti réformateur libéral, le Mouvement des citoyens pour le changement et le Partei für Freiheit und Fortschritt (parti libéral germanophone).
Le 26 avril 2009, le président sortant Olivier Maingain a été réélu à la tête de son parti.
Dès novembre 2009, le FDF crée des représentations provinciales à dans les provinces de Liège, Namur, Hainaut et Luxembourg en plus de celle existant déjà en Brabant wallon. Des sections ont été créées à Hannut, Huy-Waremme, Liège, Ottignies, Ecaussinnes, Charleroi et Libramont-Chevigny.
La problématique de Bruxelles-Hal-Vilvorde (dont le résultat des négociations est attendu le 19 avril 2010) a remis les fédéralistes francophones sur le devant de la scène. Les Fédéralistes démocrates francophones s'opposent au confédéralisme de la N-VA, qu'ils voient comme l'antichambre du séparatisme.Selon les professeurs de la KUL André Decoster et Stef Proost, la régionalisation de l’impôt des personnes physiques, dans les cartons de l’ensemble des partis flamands, ne serait « économiquement pas efficace », car cela conduirait à une hausse globale de l’imposition et à des décisions inefficaces. En effet, l'existence d'une base taxable séparée pour la Région et le Fédéral implique des interactions verticales comme le fait que des décisions fédérales opérant sur cette base taxable peuvent avoir un impact sur les recettes régionales et inversement.
Le FDF défend l'idée d'un projet qui remet Bruxelles et la Wallonie aux places qu'elles occupaient avant, parmi les premières des régions européennes, et cela en changeant radicalement la gestion publique actuelle. Il préconise l'élargissement de Bruxelles et son pendant linguistique, l'extension de l'officialisation de la langue française dans les communes flamandes de la périphérie[réf. nécessaire],[précision nécessaire].
Protestant contre la non-nomination des quatre bourgmestres des communes à facilités de la périphérie bruxelloise, ayant enfreint selon le gouvernement flamand la loi électorale, ce qu'ils considèrent être un déni de démocratie, les Fédéralistes démocrates francophones interpellent l'Union européenne, le Conseil de l'Europe et le Conseil des droits de l'homme de l'ONU.

### Sortie du MR (depuis 2011)

Logo du FDF de 2010 à 2015

En septembre 2011, le FDF décide de quitter la coalition MR à la suite de la décision du MR d'accepter une scission partielle de l'arrondissement électoral de Bruxelles-Hal-Vilvorde. Aux yeux du FDF, les compensations pour les francophones de Belgique sont insuffisantes. Ainsi, le dimanche 25 septembre 2011 en soirée, les membres du FDF se sont réunis en Conseil général et ont voté à l'unanimité moins trois abstentions leur départ du Mouvement Réformateur.
Depuis le départ du FDF du MR, le parti amarante est la cinquième force politique francophone en Belgique et le quatrième parti bruxellois, à égalité avec le CDH (onze députés chacun).
En septembre 2011, le parti faisait état de plus de 7 000 membres. Des fédérations provinciales ainsi que des sections locales et d'arrondissements couvrent l'ensemble de la Wallonie et de Bruxelles. À la suite de la rupture avec le MR, une importante augmentation des adhésions au sein du parti se déroula durant une quinzaine de jours, à raison de 50 à 60 demandes d'adhésion par jour, toujours selon le parti[citation nécessaire]. Olivier Maingain a précisé lors du Congrès du FDF du 9 octobre 2011 que des listes FDF seront présentes dans toutes les provinces de Wallonie ainsi que dans les villes et communes où le parti est bien implanté, comme à Charleroi, en vue des élections communales et provinciales de 2012. En outre, le président du parti a annoncé la tenue d'un congrès doctrinal le 15 janvier 2012, en vue de redéployer le parti et d'apporter la réponse du parti aux grands enjeux institutionnels, sociétaux et socio-économiques et de préparer la campagne pour les élections d'octobre 2012.
En mars 2015, Olivier Maingain est réélu à la présidence du FDF pour un septième mandat consécutif. Des présidences régionales sont également créées, avec l'élection de Caroline Persoons à la présidence bruxelloise, de Christian Van Eyken à la présidence de la périphérie et de Hugues Lannoy à la présidence wallonne.

### Changement de nom
Le parti par l'entremise de son président envisage le changement de nom du parti. La consultation des militants en internes appuie cette décision. Un nouveau nom, DéFI (pour Démocrate fédéraliste indépendant), est officialisé le 13 novembre 2015[réf. nécessaire].

### Déclin électoral et scission
Les scores de DéFI aux élections de juin 2024 sont en forte baisse : au scrutin européen, le parti passe de 144 555 à 75 243 (soit de 5,92% à 2,91% des voix du collège francophone). Dans le scrutin régional, DéFI recule en Wallonie de 84 219 à 55 794 voix (passant de 4,14% à 2,70%) ainsi que dans son bastion bruxellois, où le parti passe de 53 638 suffrages à 31 614 (soit de 13,81% à 8,11% des voix dans le collège francophone) et de 10 à 6 élus au Parlement de la région de Bruxelles-Capitale. Face à l'ampleur de la défaite, le président du parti François De Smet annonce sa démission  , et Sophie Rohonyi lui succède le 5 juillet 2024.
Les élections communales d'octobre 2024  se soldent également par une lourde défaite électorale pour DéFI . Dans plusieurs communes, le parti perd tous ses élus et disparaît des conseils communaux : Anderlecht (- 3 élus), ville de Bruxelles (- 3 élus), Berchem-Sainte-Agathe (- 2 élus), Etterbeek (- 2 élus), Ixelles  (- 2 élus), Jette (- 2 élus) et Molenbeek (-1 élu). DéFI conserve une présence dans plusieurs conseils communaux tout en perdant des sièges, c'est le cas à Evere (- 3 sièges), à Ganshoren (- 1 siège), à Uccle (- 2 sièges), à Watermael-Boitsfort (- 3 sièges) et à Woluwe-Saint-Pierre (- 1 élu). Enfin, dans son fief de Schaerbeek, DéFI passe de 17 sièges à 6 sièges, et de première à cinquième force politique dans la commune, perd le maïorat et se retrouve dans l'opposition. Au total, DéFI perd près de 45 élus communaux en région bruxelloise.
En décembre 2024, Olivier Maingain annonce quitter DéFI à cause de désaccords stratégiques avec Sophie Rohonyi concernant les négociations en vue de former un gouvernement régional à la suite des résultats des élections régionales belges à Bruxelles. Le départ de l'ancien président de DéFI (de 1995 à 2019) et bourgmestre de Woluwe-Saint-Lambert a pour conséquence la perte pour le parti de l'un de ses derniers maïorat dans la région de Bruxelles-Capitale. En avril 2025, Fabian Maingain quitte également DéFI et annonce qu'il va siéger comme indépendant au Parlement de la région de Bruxelles-Capitale, réduisant ainsi de 5 à 4 le groupe des élus DéFI  au Parlement régional bruxellois.

## Idéologie et positionnement politique
Le parti se définit comme libéral, progressiste et pro-européen. Il a, à ses débuts, rassemblé des personnalités issues de différents courants politiques belges. Depuis quelques années, il a mis au centre de son programme la laïcité et le libéralisme-social. Sur l'échiquier politique, il se veut plus humaniste,  et plus indépendant vis-à-vis du nationalisme flamand que le MR,, avec qui il formait un cartel jusqu'en 2012. Défi décrit ses idéaux et engagements fondamentaux dans sa Charte. DéFI se réclame du projet politique du président français Emmanuel Macron.
Durant la campagne électorale de 2019, le centre d'études RePresent — composé de politologues de cinq universités (UAntwerpen, KU Leuven, VUB, UCLouvain et ULB) — a étudié les programmes électoraux des treize principaux partis politiques belges. Cette étude a classé les partis sur deux axes « gauche-droite », de « - 5 » (extrême-gauche) à « 5 » (extrême-droite) : un axe socio-économique « classique », qui fait référence à l'intervention de l'État dans le processus économique, et au degré suivant lequel l'État doit assurer une égalité sociale, et un axe socio-culturel, qui fait référence à un clivage articulé autour d'une opposition identitaire autour de thèmes comme l'immigration, l'Europe, la criminalité, l'environnement, l'émancipation, etc.
DéFI présente alors un programme centriste (- 0,47) sur le plan socio-économique, et de gauche (- 2,46) sur le plan socio-culturel,.
Le centre RePresent réitère l'exercice durant la campagne électorale de 2024, pour les douze principaux partis. Le positionnement de DéFI s'est déplacé vers le centre-gauche sur l'axe socio- économique (- 1,67) et légèrement plus au centre, mais toujours à gauche, sur l'axe socio-culturel (- 2,12).

## Organisation

### Présidence du parti
Liste des présidents du parti depuis sa création.
- 1964-1967 Paul Brien
- 1967-1972 Albert Peeters
- 1972-1975 André Lagasse
- 1975-1977 Léon Defosset
- 1977-1982 Antoinette Spaak
- 1983-1984 Lucien Outers
- 1984-1995 Georges Clerfayt
- 1995-2019 : Olivier Maingain
- 2019-2024 : François De Smet
- 2024- : Sophie Rohonyi

### Centre d'études Jacques Georgin
Le Centre d'études de DéFI est le Centre d'études Jacques Georgin, du nom d'un militant FDF tué par des extrémistes flamands du Vlaamse Militanten Orde le 12 septembre 1970.

### Organisation de jeunesse
Les Fédéralistes démocrates francophones ont créé en 1966 une organisation de jeunesse, les Jeunes FDF. Le 4 décembre 2015, les Jeunes FDF, réunis en Assemblée générale, votent à l’unanimité pour le changement de nom de leur association. Jeunes FDF devient alors DéFI Jeunes. Ce changement répond à la volonté d’être partie prenante des évolutions du parti DéFI. Jérôme De Mot est confirmé comme président et devient donc le premier président de DéFI Jeunes. Deborah Lorenzino, conseillère communale à Schaerbeek lui succède le 23 septembre 2016 et ce, jusqu'au 9 novembre 2019. En novembre 2019, une nouvelle équipe est élue à la tête de DéFI jeunes. Antoine Couvreur en prend la tête comme Président.

### Membres

#### Personnalités politiques passées et présentes du FDF/DéFI
- Véronique Caprasse
- Bernard Clerfayt, ministre bruxellois
- Georges Clerfayt, président du parti de 1984 à 1995
- Éric Libert
- Michel Colson, ancien secrétaire général du parti
- Léon Defosset, président du parti de 1975 à 1977
- Serge de Patoul
- Georges Désir
- Pascal Goergen, président wallon
- Didier Gosuin, ancien ministre bruxellois
- André Lagasse, président du parti de 1972 à 1975
- Olivier Maingain, président du parti de 1995 à 2019
- Damien Thiéry
- Arnold d'Oreye de Lantremange
- Cécile Jodogne, ancienne secrétaire d'État bruxelloise
- Gisèle Mandaila Malamba, ancienne secrétaire d'état de 2004 à 2007
- Roger Nols
- Lucien Outers
- Emmanuel De Bock, chef de groupe au Parlement bruxellois
- Caroline Persoons, présidente bruxelloise du parti
- François Persoons
- Basile Risopoulos
- François Roelants du Vivier
- Antoinette Spaak, présidente du parti de 1977 à 1982
- Paul-Henri Spaak
- Monique Felix, ancienne vice-présidente wallonne
- Jonathan Martin, ancien vice-président exécutif du parti, ancien secrétaire général adjoint
- François De Smet, député fédéral et président du parti

#### Députés fédéraux
- Députés fédéraux : 
  - François De Smet

#### Bourgmestres, échevins et présidents du CPAS
Communes disposant d'un bourgmestre DéFI : 
- Auderghem
  - Sophie de Vos, bourgmestre en titre
    - Alain Lefebvre
    - Bruno Collard
    - Jeannine Crucifix
    - Sophie de Vos
    - Christian Coppens
    - Eloïse Defosset
    - Florence Couldrey
    - Jean-Claude Vitoux, président du CPAS

Autres communes bénéficiant d'au moins un échevin (ou président du CPAS):
- Kraainem
  - Véronique Caprasse
  - Anne-Charlotte Sala
  - Françoise Devleeschouwer, président du CPAS

- Schaerbeek
  - Deborah Lorenzino
  - Frédéric Nimal
    - Quentin van den Hove

- Woluwe-Saint-Lambert
  - Eric Bott
  - Isabelle Molenberg
  - Philippe Jaquemyns
  - Gregory Matgen
  - Delphine De Valkeneer
  - Fabienne Henry, présidente du CPAS

- Wezembeek-Oppem
  - Béatrice Bernard

- Linkebeek
  - Philippe Thiéry, président du CPAS

- Evere
  - Pascal Freson
  - Muriel Duquenois

- Woluwe-Saint-Pierre
  - Carine Kolchory
- Ganshoren
  - Gregory Rase
- Grez-Doiceau (Brabant wallon)
  - Pascal Goergen
- Tubize (Brabant wallon)
  - Mourad Abdelali
- Fleurus (Hainaut)
  - Mikhaël Jacquemain
  - José-Pierre Ninane, président du CPAS
- Seneffe (Hainaut)
  - Nicolas Dujardin
- Libramont-Chevigny (Luxembourg)
  - Jonathan Martin
- Floreffe (Namur)
  - Olivier Trips, 1er échevin
  - Cédric Duquet

#### Députés régionaux
Le parti DéFI dispose de 4 députés au Parlement de la région de Bruxelles-Capitale.
1. Jonathan de Patoul
2. Cécile Jodogne
3. Joëlle Maison
4. Gisèle Mandaila

### Gouvernement de la Région de Bruxelles-Capitale
DéFI participe à l'exécutif bruxellois en affaire courante (Gouvernement Vervoort III) avec Bernard Clerfayt qui occupe la fonction de Ministre bruxellois de l'Emploi et de la Formation professionnelle, du Bien-être animal, de la Transition numérique et des Pouvoirs locaux depuis juillet 2019.

## Résultats électoraux

### Parlement fédéral
| Année | Chambre des représentants | Chambre des représentants | Chambre des représentants | Sénat         | Sénat         | Sénat   | Gouvernement                                                                                  |
| Année | Voix                      | %                         | Sièges                    | Voix          | %             | Sièges  | Gouvernement                                                                                  |
| ----- | ------------------------- | ------------------------- | ------------------------- | ------------- | ------------- | ------- | --------------------------------------------------------------------------------------------- |
| 1965  | 74 675                    | 1,4                       | 3 / 212                   |               |               | 1 / 184 | Opposition                                                                                    |
| 1968  | 154 023                   | 2,9                       | 6 / 212                   | 293 433       | 5,7           | 4 / 184 | Opposition                                                                                    |
| 1971  | 286 639                   | 5,4                       | 10 / 212                  | 598 768       | 11,5          | 7 / 184 | Opposition                                                                                    |
| 1974  | 301 303                   | 5,7                       | 9 / 212                   | 589 553       | 11,4          | 8 / 184 | Opposition                                                                                    |
| 1977  | 263 104                   | 4,7                       | 10 / 212                  | 246 367       | 4,5           | 8 / 184 | Tindemans IV                                                                                  |
| 1978  | 259 019                   | 4,7                       | 11 / 212                  | 266 713       | 4,9           | 9 / 184 | Vanden Boeynants II (1978-1979), Martens I (1979-1980), opposition (1980-1981)                |
| 1981  | 253 720                   | 4,2                       | 6 / 212                   | 255 727       | 4,3           | 6 / 184 | Opposition                                                                                    |
| 1985  | 72 361                    | 1,2                       | 3 / 212                   | 70 239        | 1,2           | 2 / 184 | Opposition                                                                                    |
| 1987  | 71 338                    | 1,2                       | 3 / 212                   | 77 522        | 1,3           | 2 / 184 | Opposition                                                                                    |
| 1991  | 90 813                    | 1,5                       | 4 / 212                   | 86 026        | 1,4           | 2 / 184 | Opposition                                                                                    |
| 1995  | Au sein du MR             | Au sein du MR             | 2 / 150                   | Au sein du MR | Au sein du MR | 1 / 71  | Opposition                                                                                    |
| 1999  | Au sein du MR             | Au sein du MR             | 2 / 150                   | Au sein du MR | Au sein du MR | 1 / 71  | Verhofstadt I                                                                                 |
| 2003  | Au sein du MR             | Au sein du MR             | 3 / 150                   | Au sein du MR | Au sein du MR | 2 / 71  | Verhofstadt II                                                                                |
| 2007  | Au sein du MR             | Au sein du MR             | 3 / 150                   | Au sein du MR | Au sein du MR | 2 / 71  | Verhofstadt III (2007-2008), Leterme I (2008), Van Rompuy (2008-2009), Leterme II (2009-2010) |
| 2010  | Au sein du MR             | Au sein du MR             | 3 / 150                   | Au sein du MR | Au sein du MR | 0 / 71  | Opposition                                                                                    |
| 2014  | 121 384                   | 1,8                       | 2 / 150                   | N/A           | N/A           | 0 / 60  | Opposition                                                                                    |
| 2019  | 150 394                   | 2,22                      | 2 / 150                   | N/A           | N/A           | 0 / 60  | Opposition                                                                                    |
| 2024  | 84 024                    | 1,2                       | 1 / 150                   | N/A           | N/A           | 0 / 60  | Opposition                                                                                    |

### Parlement européen
Résultats dans le collège francophone.
| Année | Voix          | %             | Sièges | Groupe |
| ----- | ------------- | ------------- | ------ | ------ |
| 1979  | 414 603       | 19,7          | 1 / 11 | NI     |
| 1984  | 142 879       | 6,4           | 0 / 11 |        |
| 1989  | 85 867        | 3,8           | 0 / 11 |        |
| 1994  | Au sein du MR | Au sein du MR | 1 / 10 | ELDR   |
| 1999  | Au sein du MR | Au sein du MR | 0 / 10 |        |
| 2004  | Au sein du MR | Au sein du MR | 0 / 9  |        |
| 2009  | Au sein du MR | Au sein du MR | 0 / 8  |        |
| 2014  | 82 631        | 3,4           | 0 / 8  |        |
| 2019  | 144 555       | 5,92          | 0 / 8  |        |
| 2024  | 75 243        | 2,91          | 0 / 8  |        |

### Entités fédérées

#### Parlement wallon
| Année | Voix          | %             | Sièges | Gouvernement       |
| ----- | ------------- | ------------- | ------ | ------------------ |
| 1995  | Au sein du MR | Au sein du MR | 0 / 75 | Opposition         |
| 1999  | Au sein du MR | Au sein du MR | 0 / 75 | Opposition         |
| 2004  | Au sein du MR | Au sein du MR | 0 / 75 | Opposition         |
| 2009  | Au sein du MR | Au sein du MR | 0 / 75 | Opposition         |
| 2014  | 51 543        | 2,6           | 0 / 75 | Extraparlementaire |
| 2019  | 84 219        | 4,14          | 0 / 75 | Extraparlementaire |
| 2024  | 55 794        | 2,70          | 0 / 75 | Extraparlementaire |

#### Parlement de la Région de Bruxelles-Capitale
| Année | Voix          | %             | Sièges  | Gouvernement                                                                        |
| ----- | ------------- | ------------- | ------- | ----------------------------------------------------------------------------------- |
| 1989  | 64 489        | 14,7          | 12 / 75 | Picqué I                                                                            |
| 1995  | Au sein du MR | Au sein du MR | 13 / 75 | Picqué II                                                                           |
| 1999  | Au sein du MR | Au sein du MR | 13 / 75 | Simonet I (1999-2000), Donnea (2000-2003), Ducarme (2003-2004) et Simonet II (2004) |
| 2004  | Au sein du MR | Au sein du MR | 10 / 89 | Opposition                                                                          |
| 2009  | Au sein du MR | Au sein du MR | 11 / 89 | Opposition                                                                          |
| 2014  | 60 611        | 14,8          | 12 / 89 | Vervoort II                                                                         |
| 2019  | 53 638        | 13,81         | 10 / 89 | Vervoort III                                                                        |
| 2024  | 31 614        | 8,11          | 6 / 89  | En cours                                                                            |

#### Parlement flamand
| Année | Voix            | %               | Sièges  | Gouvernement       |
| ----- | --------------- | --------------- | ------- | ------------------ |
| 1995  | Au sein de l'UF | Au sein de l'UF | 1 / 124 | Opposition         |
| 1999  | Au sein de l'UF | Au sein de l'UF | 1 / 124 | Opposition         |
| 2004  | Au sein de l'UF | Au sein de l'UF | 1 / 124 | Opposition         |
| 2009  | Au sein de l'UF | Au sein de l'UF | 1 / 124 | Opposition         |
| 2014  | Au sein de l'UF | Au sein de l'UF | 1 / 124 | Opposition         |
| 2019  | Au sein de l'UF | Au sein de l'UF | 0 / 124 | Extraparlementaire |
| 2024  | Au sein de l'UF | Au sein de l'UF | 0 / 124 | Extraparlementaire |